# Argythamnia bicolor
Argythamnia bicolor är en törelväxtart som beskrevs av Marcus Eugene Jones. Argythamnia bicolor ingår i släktet Argythamnia och familjen törelväxter. Inga underarter finns listade i Catalogue of Life.